# Psychoda articaula
Psychoda articaula är en tvåvingeart som beskrevs av Quate 1996. Psychoda articaula ingår i släktet Psychoda och familjen fjärilsmyggor.
Artens utbredningsområde är Costa Rica. Inga underarter finns listade i Catalogue of Life.